# Marisa Zuriel
Marisa Zuriel (ur. 19 sierpnia 1982 w Buenos Aires) – argentyńska szachista, mistrzyni międzynarodowa od 2006 roku.

## Kariera szachowa
Wielokrotnie reprezentowała Argentynę na mistrzostwach świata i Ameryki Południowej juniorów, jak również w turniejach drużynowych, m.in.: sześciokrotnie na olimpiadach szachowych (w latach 2000, 2002, 2006, 2008, 2010, 2014) oraz  na drużynowych mistrzostwach świata juniorów (w roku 2001), na których zdobyła wspólnie z drużyną brązowy medal.
Wielokrotnie uczestniczyła w finałach indywidualnych mistrzostw Argentyny, m.in. zdobywając 3 medale: złoty (2012), srebrny (2010) oraz brązowy (2014). Dwukrotnie zdobyła medale indywidualnych mistrzostw Ameryki: złoty (San Luis 2007) oraz srebrny (Villa Martelli 2014). Dwukrotnie wystąpiła w pucharowych turniejach o mistrzostwo świata kobiet (Nalczyk 2008, Antalya 2010), w obu przypadkach przegrywając pojedynki w I rundzie (odpowiednio z Zhao Xue i Anną Muzyczuk).
Najwyższy ranking w dotychczasowej karierze osiągnęła 1 lipca 2003, z wynikiem 2260 punktów zajmowała wówczas 3. (za Claudią Amurą i Maríą Caroliną Luján) miejsce wśród argentyńskich szachistek.